# Крол, Рой
Рой Джозеф Крол (англ. Roy Joseph Kral; 10 октября 1921, Сисеро, Иллинойс, США — 2 августа 2002, Монтклэр, Нью-Джерси, США) — американский джазовый пианист и певец, известен по участию в джазовом дуэте Jackie and Roy.

## Биография
Родился в Сисеро, пригороде Чикаго в 1921 году в семье местного политика. По настоянию матери брал уроки классического фортепиано, но вскоре отказался от них, предпочитая самостоятельно осваивать джазовые пьесы, которые он слушал по радио. После службы в армии во время Второй мировой войны (Рой Крол был аранжировщиком в военном оркестре), в 1945 году в Чикаго присоединился к группе George Davis Quartet.
В 1946 году на одном из выступлений познакомился с Джеки Кэйн, молодой певицей. После того, как Роя Крола уговорили выступить с ней, она стала выступать вместе с его квартетом по выходным. В дальнейшем, работа с Джеки Кэйн всё больше выходила на передний план. К этому добавились и романтические отношения (в 1949 году Джеки Кейн и Рой Крол вступили в брак), и в результате возник дуэт Jackie and Roy, который просуществовал более полувека.
Вся дальнейшая творческая деятельность певца связана с этим дуэтом, за исключением выпущенного в 1973 году альбома Giant Box с Доном Себески.
Принимал участие в съёмках нескольких телепередач: сериале The Kraft Music Hall (1967—1971), The Steve Allen Show (1956—1960), Tonight Starring Jack Paar (1957—1962)
Был женат трижды, Джеки Кэйн его последняя жена. Отец актрисы Тиффани Боллин и соответственно тесть её мужа, также актёра Ричарда Касареса. Брат джазовой певицы Айрин Крол.
Рой Крол умер в Монтклэре штат Нью-Джерси 2 августа 2002 года от хронической сердечной недостаточности. От брака с Джеки Кэйн у него осталась дочь и две дочери от первых браков.
Рой Крол, чьи замечательные переводы классических поп-песен на язык джаза были торговой маркой одного из наиболее известных джазовых дуэтов, Jackie and Roy…
Оригинальный текст (англ.)Roy Kral, whose cool interpretations of classic pop songs in the language of jazz were the trademark of one of jazz's most famous duos, Jackie and Roy 